# Kläden (bei Arendsee)
Kläden (bei Arendsee) este o comună din landul Saxonia-Anhalt, Germania.